# Adam Knuth (postmester)
 Der er flere personer med dette navn, se Adam Knuth.
Adam Vilhelm Frederik greve Knuth (født 17. august 1829 på Bonderup, død 12. juni 1902 i København) var en dansk officer, postmester og kammerherre, far til Eigil og Henrich Knuth.
Han var søn af greve, stiftamtmand Julius Knuth og Georgine Vilhelmine født von Hauch, blev premierløjtnant og var postmester i Sorø i årene 1851-1900. I 1891 blev han kammerherre og var også Ridder af Dannebrog.
12. maj 1852 ægtede han Annette Marie baronesse Haxthausen (5. december 1828 i Aarhus – 28. maj 1898 i Sorø), datter af kavaleriofficer, senere postmester i Holbæk Johan Christian baron Haxthausen (1799-1866) og Elise Marie Friborg Schytte (1802-1878).